# Apaustis heliophila
Apaustis heliophila är en fjärilsart som beskrevs av Jacob Hübner 1802. Apaustis heliophila ingår i släktet Apaustis och familjen nattflyn. Inga underarter finns listade i Catalogue of Life.